# Šelmberkové
Šelmberkové jsou starý český šlechtický rod, pocházející z jedné větve rozrodu Buziců.

## Historie

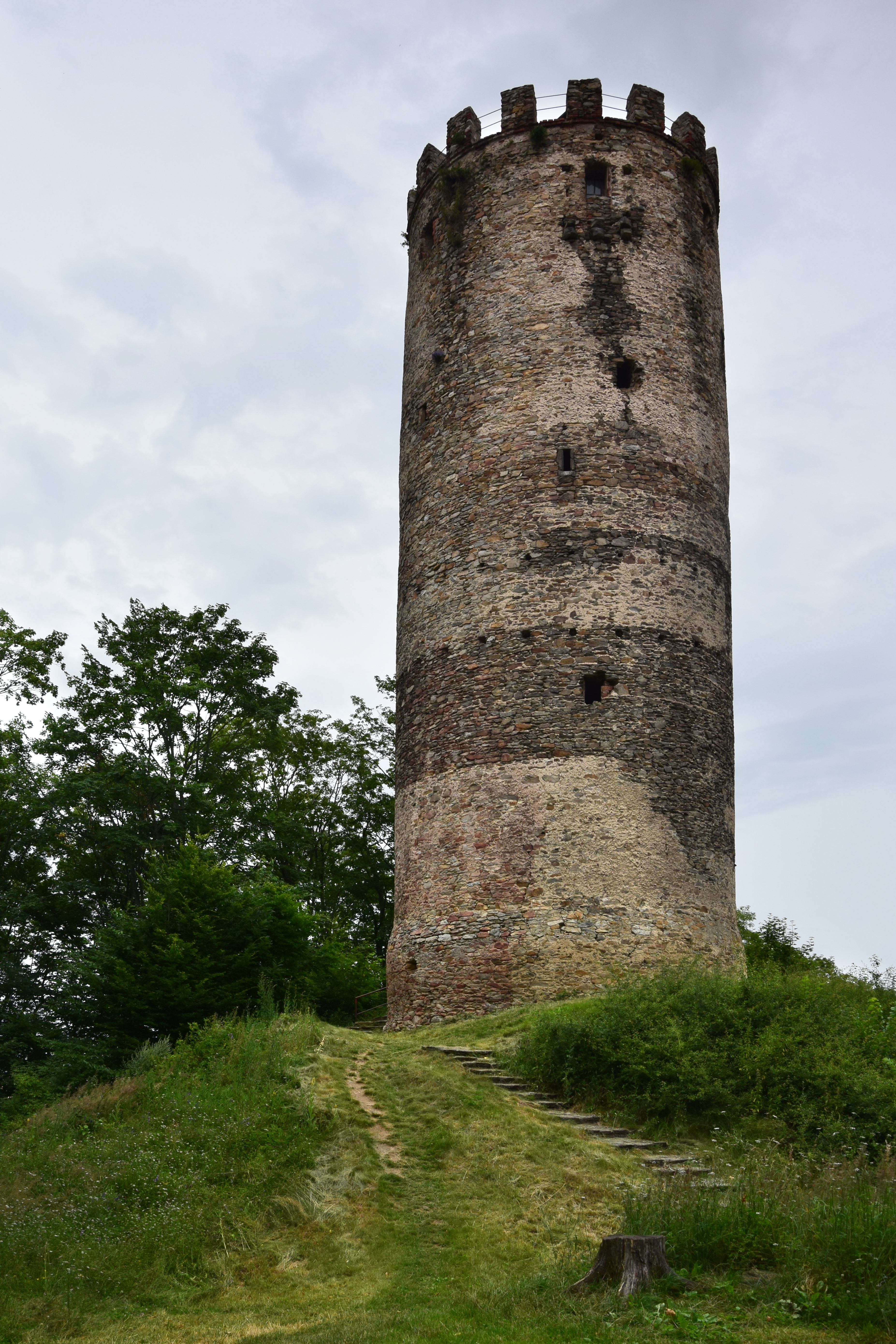
Hrad Šelmberk

Prvním doloženým držitelem hradu Šelmberku byl Přibyslav z Křimína, později ze Šelmberka, který hrad držel do roku 1341. 
Část rodu se usídlila na Moravě, kde jim patřily Dřevohostice, Prostějov a hrad Kraví Hora u Náměště. Další část rodu se dostala až do Slezska, poslední část rodu zůstala v Čechách. Část majetku ještě za života rodu přešla do držení Šternberků, majetek na Krnovsku rozprodali bratři Jiří, Jan a Jindřich v první polovině 16. století.
Významnou osobností byl Jan II. ze Šelmberka († 1508), druhý manžel Johanky Krajířové z Krajku. Působil jako nejvyšší kancléř a nejvyšší komorník a ve sporech mezi katolíky a utrakvisty byl nestranný rozhodčí. Podporoval umění, především tvorbu raných humanistů. Po pánech ze Stráže zdědil Přerov nad Labem, přikoupil hrady Trosky a Kost a další statky mimo Čechy. Rozsáhlý majetek se po jeho smrti rychle rozpadl, když jej zdědil Jindřich ze Šelmberka, například Přerov nad Labem drželi v letech 1490–1524.
Jindřichových pět synů zemřelo bez potomků a zbývající rodový majetek zdědili Trčkové z Lípy.

## Významné osobnosti rodu Šelmberků
- Přibyslav ze Šelmberka
- Čeněk ze Šelmberka
- Ondřej ze Šelmberka
- Eliška ze Šelmberka
- Kateřina ze Šelmberka
- Jan II. ze Šelmberka († 1508)
- Jindřich ze Šelmberka
- Jiří ze Šelmberka

## Erb
V erbu mají černou hlavu kance ve zlatém poli. K erbu se váže pověst zaznamenaná Bartolomějem Paprockým z Hlohol. Za vlády Přemysla Otakara II. se nemohli tři muži z rodu Buziců shodnout na užívání rodového erbu, proto jim král přikázal, aby si každý něco vybral. Zajíce si vzali do čtvrceného erbu spolu s kančí hlavou páni z Valdeka (později z Hazmburka), lva páni z Rožmitálu a páni ze Šelmberka nadále používali samostatnou kančí hlavu v neděleném erbu.

## Příbuzenstvo
Spojili se s pány z Boskovic, ze Stráže, Šternberky, Krajíři z Krajku, Švamberky, Švihovskými z Rýzmberka či Trčky.